# David García Cubillo
David García Cubillo (Madrid, 6 de enero de 1978) es un exfutbolista y entrenador español. Actualmente es el asistente técnico del Sevilla FC.

## Biografía
Es un exfutbolista y entrenador madrileño, famoso por su paso por el Atlético de Madrid, Getafe Club de Fútbol y Rayo Vallecano. Se crio en barrio de Aluche, Madrid, y cursó estudios de automoción en la Institución La Salle.

## Trayectoria

### Como jugador
Como futbolista tuvo una dilatada carrera en el club colchonero, Xerez, Recreativo de Huelva, Getafe, Rayo Vallecano y Conquense.

### Como entrenador
David Cubillo ejerció como entrenador en las categorías inferiores del Atlético de Madrid. Más tarde, entrenaría al Club Deportivo Puerta Bonita (2013/16) y al Getafe Club de Fútbol B (2016/18).
El 27 de diciembre de 2018, se convierte en nuevo entrenador del Marbella Fútbol Club para dirigirlo en el Grupo IV de la Segunda División B, tras la destitución de Rafael Pérez Guerrero 'Padilla'.
Renovaría por otra temporada y dirigió la temporada 2019/20 al Marbella FC y lo clasificó para la fase de ascenso a la Segunda División como segundo del Grupo IV. En el Marbella FC ha firmado como entrenador los mejores números en la historia del club. 
El 2 de agosto de 2020, se convierte en entrenador del Hércules C. F. de la Segunda División B de España. El 25 de enero de 2021 fue destituido de su cargo tras una derrota contra el Atzeneta UE.

## Clubes

### Como jugador
- Atlético de Madrid B - España - 1998/1999 - Segunda División
- Atlético de Madrid B - España - 1999/2000 - Segunda División
- Atlético de Madrid B - España - 2000/2001 - Segunda división B
- Atlético de Madrid - España - 2000/2001 - Segunda División
- Xerez Club Deportivo - España - 2001/2002 - Segunda División
- Recreativo de Huelva - España - 2002/2003 - Primera División
- Getafe Club de Fútbol - España - 2003/2004 - Segunda División
- Getafe Club de Fútbol - España - 2004/2005 - Primera División
- Getafe Club de Fútbol - España - 2005/2006 - Primera División
- Rayo Vallecano de Madrid - España - 2006/2007 - Segunda División B
- Rayo Vallecano de Madrid - España - 2007/2008 - Segunda División B
- Rayo Vallecano de Madrid - España - 2008/2009 - Segunda División
- Unión Balompédica Conquense - España - 2009/2012 - Segunda División B

### Como entrenador
- FC Villanueva del Pardillo - España - 2012-2013 - Tercera División
- Club Deportivo Puerta Bonita - España - 2013-2014 - Segunda División B
- Getafe Club de Fútbol B - España - 2016-2018 - Tercera División
- Marbella Fútbol Club - España - 2018-2020 - Segunda División B
- Hércules de Alicante Club de Fútbol - España - 2020-2021 - Segunda División B
- Getafe Club de Fútbol - España - 2021-2022 - Primera División (Ayudante Técnico)